# Mieszałki (gromada)
Mieszałki – dawna gromada, czyli najmniejsza jednostka podziału terytorialnego Polskiej Rzeczypospolitej Ludowej w latach 1954–1972.
Gromady, z gromadzkimi radami narodowymi (GRN) jako organami władzy najniższego stopnia na wsi, funkcjonowały od reformy reorganizującej administrację wiejską przeprowadzonej jesienią 1954 do momentu ich zniesienia z dniem 1 stycznia 1973, tym samym wypierając organizację gminną w latach 1954–1972.
Gromadę Mieszałki z siedzibą GRN w Mieszałkach utworzono – jako jedną z 8759 gromad na obszarze Polski – w powiecie szczecineckim w woj. koszalińskim na mocy uchwały nr 43/54 WRN w Koszalinie z dnia 5 października 1954. W skład jednostki weszły obszary dotychczasowych gromad Mieszałki i Nosibądy ze zniesionej gminy Krosino oraz obszar dotychczasowej gromady Kamionka ze zniesionej gminy Grzmiąca w tymże powiecie. Dla gromady ustalono 11 członków gromadzkiej rady narodowej.
1 stycznia 1958 z gromady Mieszałki wyłączono wsie Nosibądy i Kłośno, włączając je do gromady Krosino w tymże powiecie, po czym gromadę Mieszałki zniesiono, a jej (pozostały) obszar włączono do gromady Grzmiąca tamże.